# Црни члан КККлана
Црни члан КККлана (енгл. BlacKkKlansman) је амерички биографски криминалистички филм из 2018. године, режисера Спајка Лија, по сценарију који су написали Чарли Вахтел, Дејвид Рабиновиц, Кевин Вилмот и Ли, заснован на истоименим мемоарима Рона Столворта из 2014. године. Насловну улогу тумачи Џон Дејвид Вошингтон као Столворт, док су у осталим улогама Адам Драјвер, Лора Харијер и Тофер Грејс. Смештен 1970-их у Колорадо Спрингсу, филм прати првог афроамеричког детектива у градској полицијској управи, док он намерава да се инфилтрира и разоткрије локални огранак Кју-клукс-клана.
Филм су продуцирали Џејсон Блум, Спајк Ли, Рејмонд Менсфилд, Шон Макитрик, Џордан Пил и Шон Редик. QC Entertainment је купио филмска права за књигу 2015. године. Ли је потписао уговор за режисера у септембру 2017. године. Већи део глумачке екипе придружио се следећег месеца, а снимање је почело у држави Њујорк.
Филм је премијерно приказан 14. маја 2018. на Филмском фестивалу у Кану, где је освојио Гран при. У америчким биоскопима је издат 10. августа 2018, дан пре прве годишњице митинга „Уједините десницу”. Филм је добио позитивне критике критичара, који су нарочито похвалили Лијеву режију, наступе (посебно Вошингтона и Драјвера) и правовремене теме, као и Лијев повратак у форму. На 91. додели Оскара био је номинован у шест категорија, укључујући најбољи филм, најбољу режију (Лијева прва номинација за режију) и најбољег споредног глумца (Драјвер), а освојио је оног за најбољи адаптирани сценарио, што је Лијев први такмичарски Оскар. Амерички филмски институт га је одабрао као један од 10 најбољих филмова из 2018. године, а био је номинован и за четири Златна глобуса, укључујући најбољи филм – драма.

## Радња
Године 1972, Рон Столворт је ангажован као први црни полицајац у полицијској управи Колорадо Спрингса. Додељен да ради у соби за евиденцију, уморан је од малтретирања и пријављује се да буде тајни службеник. Добија задатак да се инфилтрира на локални скуп на којем говори национални лидер за грађанска права Кваме Туре (раније познат као Стоукли Кармајкл). На скупу, Столворт се састаје са Патрис Дамас, председницом Уније црних студената на Колорадо колеџу. Док је водила Туреа у његов хотел, Патрис је у патроли зауставио Енди Ландерс, расистички полицајац из Столвортове станице, који прети Туреу и препипава Патрис.
Након скупа, Столворт је распоређен у обавештајно одељење. Након што је у новинама прочитао о локалном огранку Кју-клукс-клана, он их назива и представља се као белац. Разговара са Волтером Бричвејем, председником огранка Колорадо Спрингса, али убрзо схвата да не само да је користио своје право име, већ да мора и да упозна и чланове Клана. Столворт регрутује свог јеврејског колегу Флипа Цимермана да га опонаша и упозна чланове Клана док ће се он и даље представљати као белац преко телефона. Под Столвортовим идентитетом, Цимерман упознаје Волтера, мало немарнијег Феликса Кендриксона (и касније његову жену Кони) и Ајвенхоа, који се загонетно позива на предстојећи напад.
Позивајући штаб Клана у Луизијани да убрза своје чланство, Столворт започиње редовне телефонске разговоре са великим чаробњаком Клана, Дејвидом Дјуком. Кендриксон сумња да је Цимерман Јевреј и покушава да га натера да се тестира на полиграфу уз претњу пиштоља, али Столворт, који је чуо све преко скривеног микрофона који Цимерман носи, разбија кухињски прозор Кендриксонових да би одвратио пажњу. Столворт почиње да излази са Патрис, али јој не говори да је полицајац. Након што је проследио информације Одељењу за кривичне истраге о активним припадницима, од агента ФБИ-ја сазнаје да су два члана Клана стационирани у НОРАД-у.
Дјук посећује Колорадо Спрингс да би Столворта увео у Клан. Столворт је одређен као Дјуков телохранитељ. Док Цимерман, који се представља као Столворт, пролази кроз иницијацију, Кони напушта церемонију како би поставила бомбу на локални скуп за људска права. Столворт схвата њене намере и упозорава локалне полицајце. Када Кони примети велику присутност полиције на скупу, она спроводи Феликсов резервни план у акцију и поставља бомбу код Патрисине кућу, остављајући је испод њеног аутомобила, пошто није могла да стане у поштанско сандуче. Столворт је обара након покушаја бекства, али униформисани полицајци га хватају и туку упркос његовим тврдњама да је на тајном задатку.
Произвођач бомби, Вокер, препознаје Цимермана из претходног хапшења и обавештава Феликса. Он, Феликс и Ајвенхо одвозе се до Патрисине куће и паркирају се поред њеног аутомобила не схватајући да је бомба скривена испод. Када је детонирају, експлозија убија сва тројицу. Цимерман стиже, ослобађа Столворта и хапси Кони. Док Столворт слави затворен случај те ноћи са Патрис, долази Ландерс и узнемирава их, немилосрдно признајући свој напад на Патрис; Столворт му тада открива да носи микрофон, те долази шеф полиције Бриџиз и хапси Ландерса због полицијске бруталности.
Бриџиз честита тиму на успеху, али им наређује да прекину истрагу и униште све записе. Столворта позива Дјук и он увредљиво открије Дјуку да је црнац пре него што спусти слушалицу. Док Патрис и Столворт разговарају о својој будућности, прекида их куцање на вратима. Кроз прозор у ходнику виде запаљени крст на падини брда окружен члановима Клана. Филм се затим пребацује на стварни снимак митинга „Уједините десницу” 2017, где још увек утицајни Дјук говори, а завршава се наопаком америчком заставом која бледи у црно-белу.

## Улоге
| Глумац               | Улога                   |
| -------------------- | ----------------------- |
| Џон Дејвид Вошингтон | детектив Рон Столворт   |
| Адам Драјвер         | детектив Филип Цимерман |
| Лора Харијер         | Патрис Дамас            |
| Тофер Грејс          | Дејвид Дјук             |
| Јаспер Пекенен       | Феликс Кендриксон       |
| Рајан Еголд          | Волтер Бричвеј          |
| Пол Волтер Хаусер    | Ајванхо                 |
| Ешли Аткинсон        | Кони Кендриксон         |
| Кори Хокинс          | Квама Туре              |
| Мајкл Бусеми         | Џими Крик               |
| Кен Гарито           | Трап                    |
| Роберт Џон Берк      | шеф Бриџиз              |
| Фред Велер           | Енди Ландерс            |
| Николас Туртуро      | Вокер                   |
| Хари Белафонте       | Џером Тарнер            |
| Алек Болдвин         | Кенебру Борегард        |
| Ајзеја Витлок Млађи  | господин Турентајн      |
| Дамарис Луис         | Одета                   |

## Продукција
У јулу 2015, сценаристи/копродуценти Чарли Вахтел и Дејвид Рабиновиц открили су књигу Рона Столоворта Црни члан КККлана. Интервјуисали су Столворта и написали сценарио, а затим су га представили продуцентима Шону Редику и Реју Менсфилду. На крају су га донели компанији QC Entertainment, која је копродуцирала успешан филм Бежи! 2017. године. Студио се поново удружио са компанијом Џејсона Блума Blumhouse Productions и компанијом Monkeypaw Productions Џордана Пила, како би продуцирали пројекат.
Септембра те године, Спајк Ли је потписао уговор за режисера, а Џон Дејвид Вошингтон је био у преговорима за главну улогу. Следећег месеца, Адам Драјвер, Лора Харијер, Тофер Грејс и Кори Хокинс су се придружили глумачкој екипи. У новембру, Пол Волтер Хаусер, Јаспер Пекенен и Рајан Еголд придружили су се глумачкој екипи, док се Ешли Аткинсон придружила месец дана касније.
Снимање је почело у октобру 2017. године. Осининг, Њујорк, била је једна локација коришћена у октобру. Локације снимања су такође укључивале заселак Гарнервил у округу Рокланд у Њујорку, где су снимљени екстеријерни снимци једне од полицијских станица Колорадо Спрингса.
Хари Белафонте се појављује у филму као човек који прича о линчовању Џесија Вошингтона; према Лију, он је наредио својој екипи на дан снимања Белафонтеове сцене да се за ту прилику обуку у свечана одела и хаљине у част Белафонтеа.
Ли завршава филм одавањем почасти антифашистичкој контрапротестантки Хедер Хејер, која је убијена 12. августа 2017. у аутомобилском нападу у Шарлотсвилу током митинга „Уједините десницу”.

## Објављивање
Филм је 12. априла 2018. изабран да се такмичи за Златну палму на Филмском фестивалу у Кану, где је премијерно приказан 14. маја. Издат је у Сједињеним Државама 10. августа 2018; овај датум је изабран да се поклопи са годишњицом ултра-десничарског митинга у Шарлотсвилу.

## Пријем

### Зарада
Филм је зарадио 49,3 милиона долара у Сједињеним Државама и Канади, уз 44,1 милиона долара у остатку света, што чини укупну зараду од 93,4 милиона долара широм света, уз продукцијски буџет од 15 милиона долара.
У Сједињеним Државама и Канади, при објављивању филма предвиђало се да ће зарадити око 10 милиона долара у 1.512 биоскопа током првог викенда. Зарадио је 3,6 милиона долара првог дана (укључујући 670.000 долара од раних пројекција у четвртак увече). Дебитовао је са 10,8 милиона долара, завршио је на петом месту на благајнама и представио је Лијев најбољи премијерни викенд од још од филма Човек изнутра (29 милиона долара) из 2006. године. Зарадио је 7,4 милиона долара током другог викенда и 5,3 милиона током трећег, завршивши на седмом и осмом месту.

### Критике
На сајту Rotten Tomatoes, филм има рејтинг одобравања од 96% на основу 447 рецензија, са просечном оценом 8,3/10. Критички консензус веб-сајта гласи: „Филм користи историју да понуди страшне коментаре о актуелним догађајима — и износи неке од најтежих тема Спајка Лија у деценијама на том путу”. На сајту Metacritic, филм има просечну пондерисану оцену од 83/100, на основу 56 критичара, што указује на „универзално признање”. Публика коју је анкетирао CinemaScore дала је филму просечну оцену „А−“ на скали од А+ до Ф, док је PostTrak известио да је 85% гледалаца дало позитивну оцену, а да га 67% њих „дефинитивно препоручује”.
Питер Бредшо из новина The Guardian дао је филму три од пет звездица, написавши: „То је забаван спектакл, али бриљантна тонска равнотежа у нечему попут сатире Џордана Пила Бежи! чини ово мало изложеним. Ипак, жестоко, презриво реагује на грубост у срцу Трамповог режима и радосно му одвраћа”. За IndieWire, Дејвид Ерлих је дао филму оцену „Б+” и написао да је „далеко застрашујући него што је смешан” и да „пакује тако тешке и ултра-релевантне теме у форму дивље неуједначене, али доследно забавне ноћи у биоскопу”.
А. О. Скот, који је писао за The New York Times, видео је филм као политички и провокативан у отварању дискусије о правовременим темама након Шарлотсвила. Изјавио је: „Посвећени антирасисти могу мирно да седе или се љубазно смеју када се изговарају ствари мржње. Епитети изречени у иронији могу се озбиљно поновити. Најшокантнија ствар у вези са Флиповом (тајном детективском улогом Адама Драјвера) преваром је колико лако изгледа, колико природно делује и звучи. Ова узнемирујућа аутентичност је делимично сведочанство способности господина Драјвера да угура једну представу у другу, али такође сведочи о оштрој и непријатној истини. Можда нису сви који су белци расисти, али расизам је оно што чини нас белим. Не спавајте на овом филму.”
У својој рецензији филма за Vulture, Дејвид Еделштајн је открио да је филм моћан противотров за претходне филмове за које Ли сматра да неоправдано подржавају расистичко гледиште у прошлости, као што је Грифитово Рађање једне нације. Еделштајн је изјавио: „Сам Ли има пропагандистичку црту, и зна да ништа никада није продало поруку емаскулације белаца и егзистенцијалну неопходност задржавања црнаца, као и Грифитов филм из 1915. године. Он је оживео Клан и још увек се сматра оријентиром наративног филма. Да нема другог разлога да се направи Црни члан КККлана, овај би био довољно добар.”
Редитељ Бутс Рајли, чији је дугометражни деби Извините на сметњи такође премијерно приказан 2018. године, критиковао је филм због његове политичке перспективе. Док је Рајли назвао изглед филма „мајсторским” и навео Лија као велики утицај на његов рад, сматрао је да је филм непоштено рекламиран као истинита прича и критиковао је његове покушаје да „учини полицајца протагонистом у борба против расистичког угњетавања”, када се Афроамериканци свакодневно суочавају са структуралним расизмом „од стране полиције”. Конкретно, Рајли је тврдио да је филм замаглио Столвортово време које је провео радећи за -COINTELPRO}- да „саботира црначку радикалну организацију” и приговорио је избору филма да се Столвортов партнер прикаже као Јеврејин и да се фикционализује бомбашки напад „како би полиција изгледала херојски”. Ли је одговорио у интервјуу за The Times 24. августа, наводећи да иако су његови филмови „били веома критични према полицији... Никада нећу рећи да је сва полиција корумпирана, да сви полицијци мрзи обојене људе”.

### Награде
Филм је освојио Гран при на Филмском фестивалу у Кану. Касније је номинован за четири Златна глобуса, укључујући најбољи филм – драма. Ли је био номинован за награду Удружења режисера Америке за најбољи дугометражни филм, а продуценти су били номиновани за награду Удружења америчких продуцената за најбољи биоскопски филм.
Филм је такође био номинован за четири Филмске награде по избору критичара, укључујући најбољи филм, седам награда Сателит, укључујући најбољу режију (Ли), а био је номинован и за награду Спирит за најбољег глумца у споредној улози (Драјвер), као и три награде Удружења филмских глумаца, укључујући и најбољег главног глумца (Вошингтон). Амерички филмски институт га је уврстио у својих 10 најбољих филмова године.
Филм је био номинован за шест Оскара, од којих је освојио онај за најбољи адаптирани сценарио. Номинације су укључивале најбољи филм, најбољу режију (Ли) и најбољег споредног глумца (Драјвер). Филм је такође био номинован за најбољу монтажу, а композитор Теренс Бленчард је био номинован за најбољу оригиналну музику.

## Историјска тачност
Иако је заснован на истинитој причи, филм драматизује неколико догађаја:
- Истрага се одвијала између 1978. и 1979. године, иако је радња филма смештена у 1972. (Дејвид Дјук је постао велики чаробњак Клана тек 1974, а Стоукли Кармајкл је променио име у Кваме Туре тек 1978. године)
- Прави идентитет Столвортовог партнера остаје тајна, а у мемоарима се помиње само као „Чак”; такође није био Јеврејин као што је приказано у филму. Постојао је и други бели полицајац („Џим”) који је такође био на тајном задатку поред Чака.
- Столворт и други полицајци никада нису радили на тајном разоткривању и хапшењу расистичког полицајца (као што је приказано у филму), иако он у мемоарима помиње полицајца који је упуцао и убио младог дечака, али су га заштитили колеге полицајци.
- Столворт је радио на обезбеђењу, упознао се и фотографисао са Дјуком када је он посетио Колорадо, иако је то био много интимнији скуп од велике церемоније приказане у филму, а маска његовог партнера никада није разоткривена.
- Завера о бомби против Уније црних студената је измишљена, иако је Столворт приметио да је огранак Клана у једном тренутку имало планове да нападне локални геј бар.
- Лик Патрис је измишљен, иако Столворт помиње да се забављао са младом женом док је водио истрагу.
- Столворт никада није позвао Дјука да призна да је заправо црнац; Дјук није сазнао истину све док га један новинар 2006. није замолио да провери чињенице.